# (84928) Oliversacks
(84928) Oliversacks es un asteroide perteneciente al cinturón de asteroides, descubierto el 16 de noviembre de 2003 por el equipo del Catalina Sky Survey desde el Catalina Sky Survey, Arizona, Estados Unidos.

## Designación y nombre
Designado provisionalmente como 2003 WE13. Fue nombrado Oliversacks en honor al médico y autor Oliver Sacks. Sus descripciones pacientes que padecen la enfermedad de Parkinson y el Alzheimer, junto con otras publicaciones sobre el cerebro, la botánica, la química y la música, han inspirado a generaciones de médicos, pacientes y lectores de todo el mundo.

## Características orbitales
Oliversacks está situado a una distancia media del Sol de 2,928 ua, pudiendo alejarse hasta 3,030 ua y acercarse hasta 2,826 ua. Su excentricidad es 0,034 y la inclinación orbital 1,082 grados. Emplea 1830 días en completar una órbita alrededor del Sol.

## Características físicas
La magnitud absoluta de Oliversacks es 15,5.